# Ruben Hoogenhout
Ruben Hoogenhout (Abcoude, 14 april 1999) is een Nederlands voetballer die als verdediger speelt.

## Carrière
Ruben Hoogenhout speelde in de jeugd van AFC Ajax, waar hij in 2016 vertrok toen de A2 van Ajax werd opgeheven. Vanaf 2016 is hij opgenomen in de FC Utrecht Academie, waar hij zijn wedstrijden speelt in de o19. Daarnaast speelt hij af en toe wedstrijden voor Jong FC Utrecht in het betaald voetbal.
Hoogenhout debuteerde in de Eerste divisie op 10 maart 2017 in de met 0-1 verloren thuiswedstrijd tegen Achilles '29. Hij kwam in de 67e minuut in het veld voor Dani van der Moot.
Op 5 december 2017 tekende hij zijn eerste profcontract, waardoor hij tot medio 2020 verbonden is aan FC Utrecht. De club heeft een optie om dit contract met nog een seizoen te verlengen. Tijdens seizoen 2017/2018 maakte Hoogenhout de overstap naar de selectie van Jong FC Utrecht. Medio 2020 liep zijn contract af.
In november 2020 sloot hij aan bij het Poolse Miedź Legnica dat uitkomt in de I liga.

### Statistieken
| Seizoen                      | Club             | Land           | Competitie     | Competitie | Competitie | Beker | Beker | Totaal | Totaal |
| Seizoen                      | Club             | Land           | Competitie     | Wed.       | Dlp.       | Wed.  | Dlp.  | Wed.   | Dlp.   |
| ---------------------------- | ---------------- | -------------- | -------------- | ---------- | ---------- | ----- | ----- | ------ | ------ |
| 2016/17                      | Jong FC Utrecht  | Nederland      | Eerste divisie | 2          | 0          | –     | –     | 2      | 0      |
| 2017/18                      | Jong FC Utrecht  | Nederland      | Eerste divisie | 10         | 0          | –     | –     | 10     | 0      |
| 2018/19                      | Jong FC Utrecht  | Nederland      | Eerste divisie | 24         | 1          | –     | –     | 24     | 1      |
| 2019/20                      | Jong FC Utrecht  | Nederland      | Eerste divisie | 2          | 0          | –     | –     | 2      | 0      |
| 2020/21                      | Miedź Legnica    | Polen          | I liga         | 1          | 0          | 0     | 0     | 1      | 0      |
| 2020/21                      | Miedź Legnica II | Polen          | III liga       | 3          | 1          | –     | –     | 3      | 1      |
| Carrièretotaal               | Carrièretotaal   | Carrièretotaal | Carrièretotaal | 42         | 2          | 0     | 0     | 42     | 2      |
| Bijgewerkt op 3 januari 2021 |                  |                |                |            |            |       |       |        |        |